# نقاشی صحنه‌های خانگی

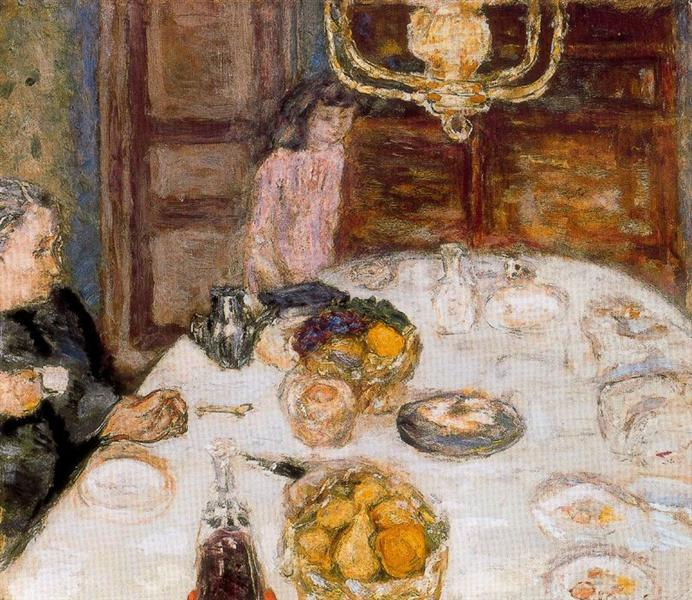
وعده نیم‌روزی در روشنایی لامپ بزرگ، اثر پیر بونار در شیوه نقاشی صحنه‌های خانگی

نقاشی صحنه‌های خانگی (انگلیسی: Intimism) فروغی از شاخه امپرسیونیسم در هنرهای تجسمی است که تمرکز ویژه‌ای بر بازنمایی چهره‌ها و صحنه‌های پیش‌پا افتاده، اما در عین‌حال شخصی و خصوصی از دورن خانه‌های مردم طبقه متوسط داشت. اوج اعتلای این سبک مربوط به دهه آخر سده ۱۹ میلادی است. شیوه نقاشی صحنه‌های خانگی غالباً در آثار نقاشان فرانسوی متبحری همچون ادوار وویار و پیر بونار که در سال ۱۸۹۹، جنبش نبی‌ها را ترک کردند مشهود است.

## نگارخانه

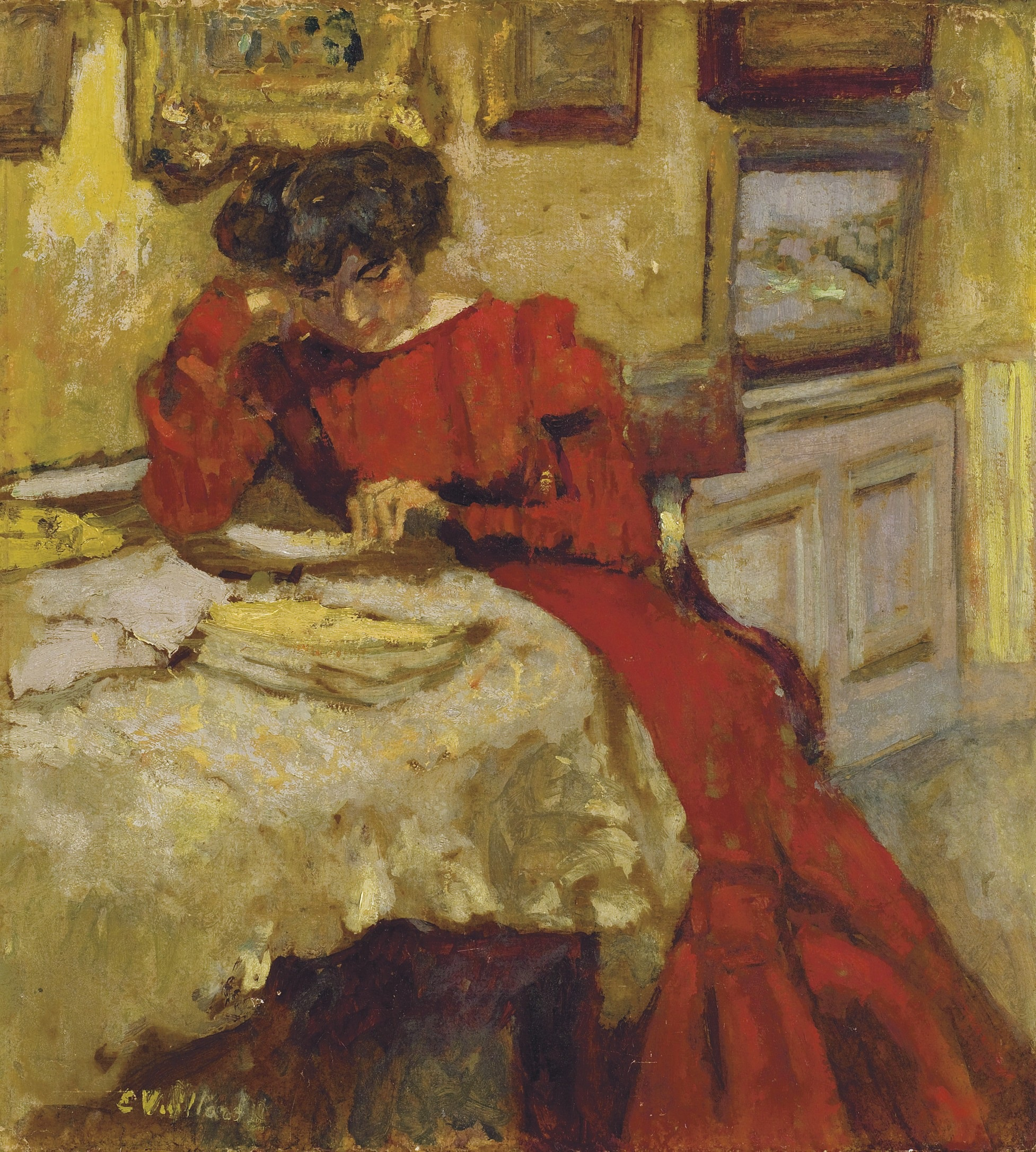
مادام هسل با لباس قرمز در حال مطالعه، ۱۹۰۷ - ادوار وویار
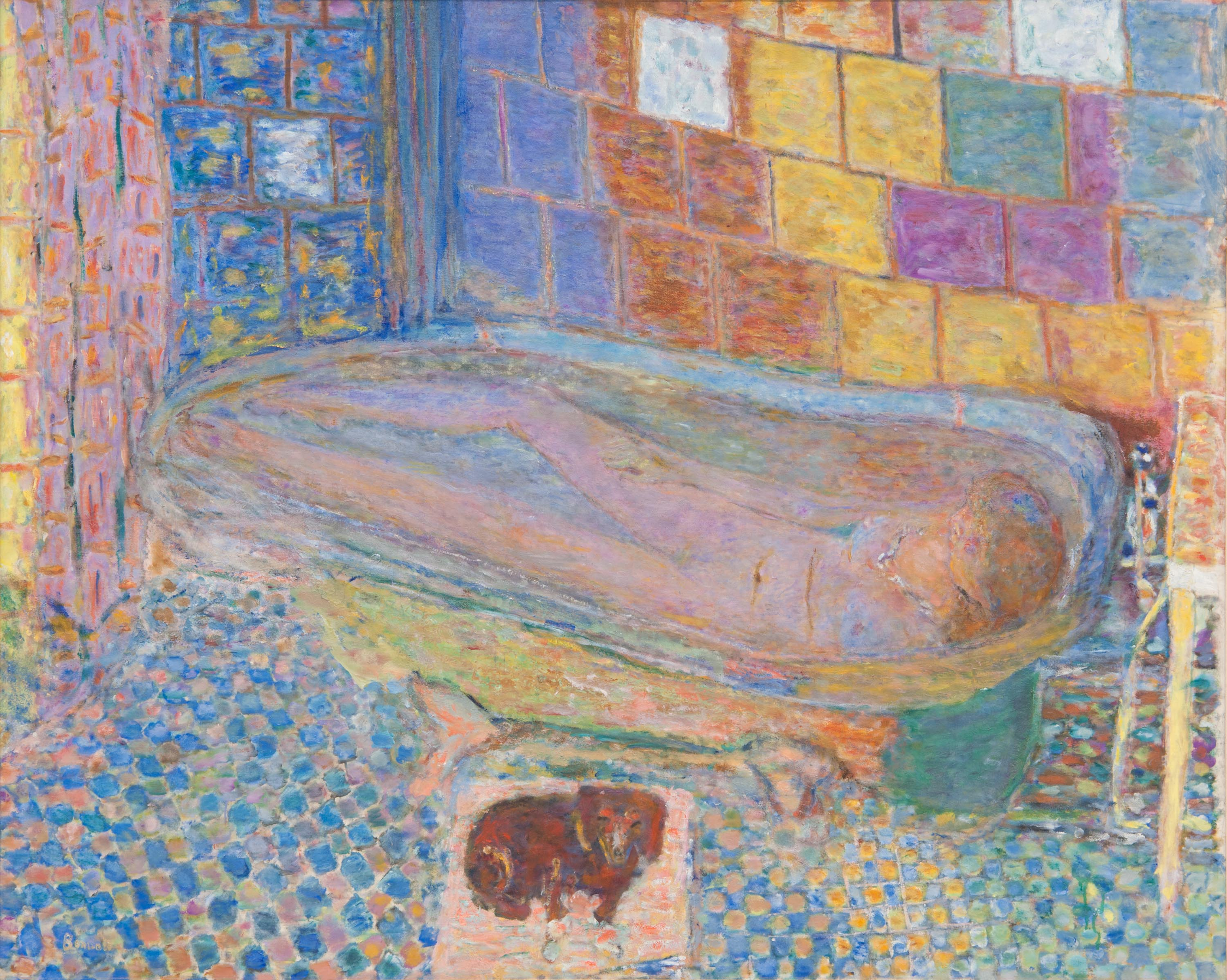
برهنه در حمام با سگی کوچک، اثر پیر بونار